# Toon Loerakker
Antonius (Toon) Josephus Loerakker (Heemstede, 26 augustus 1873 – Haarlem, 30 september 1950) was een Nederlands vakbondsbestuurder en politicus. Hij was tussen 1923 en 1947 lid van de Tweede Kamer der Staten-Generaal voor achtereenvolgens de Algemeene Bond van RK-kiesverenigingen, de Roomsch-Katholieke Staatspartij en de Katholieke Volkspartij.

## Vakbondsman
Loerakker was de zoon van schildersknecht Johannes Josephus Loerakker en Joziena Francisca Helena Raaphorst. Zelf volgde hij alleen de lagere school. Daarna ging hij aan de slag als bloemistenknecht. In 1904 richtte hij met zijn broer het R.K. Bloemisten- en Tuinlieden Secretariaat op, dat later op zou gaan in de Nederlandse Katholieke Landarbeidersbond Sint Deusdedit. Van het bestuur van deze bond was hij aanvankelijk secretaris, later van 1915 tot 1941 zou hij voorzitter zijn van de katholieke landarbeidersbond. 

## Raadslid en wethouder
Tussen 1916 en 1927 was Loerakker lid van de gemeenteraad van Schoten. Van 1917 tot 1920 zou hij deze gemeente als wethouder dienen. Van 1927 tot 1932 maakte hij deel uit van de gemeenteraad van Haarlem, waarin de gemeente Schoten inmiddels was opgegaan. 

## Kamerlid
In 1923 werd hij namens de Algemeene Bond gekozen tot lid van de Tweede Kamer. Hij zou dat tot 1947 blijven. In 1933 was hij, in de kieskringen Leiden, Dordrecht, Leeuwarden en Groningen, lijstaanvoerder van de partij, nu Roomsch-Katholieke Staatspartij geheten. In 1923 stemde hij, net een maand kamerlid, met negen andere leden van de RKSP, tegen het ontwerp van de Vlootwet, met het gevolg dat deze wet met 50 tegen 49 stemmen werd verworpen door de Tweede Kamer. Dit leidde tot de val van het kabinet-Ruijs de Beerenbrouck II. Binnen de katholieke Kamerfractie gold Loerakker als sociaal bewogen. Hij was voornamelijk woordvoerder op het gebied van Sociale Zaken en Landbouw.

## Persoonlijk
Loerakker was tweemaal getrouwd en had vier dochters en zeven zonen.
- Biografisch Portaal: 02792746
- Parlement.com: vg09ll2y54ug